# Обляси (Сілезьке воєводство)
Обляси (пол. Oblasy) — село в Польщі, у гміні Конецполь Ченстоховського повіту Сілезького воєводства.
Населення — 142 особи (2011).
У 1975-1998 роках село належало до Ченстоховського воєводства.

## Демографія
Демографічна структура станом на 31 березня 2011 року:
|          | Загалом | Допрацездатний вік | Працездатний вік | Постпрацездатний вік |
| -------- | ------- | ------------------ | ---------------- | -------------------- |
| Чоловіки | 69      | 13                 | 44               | 12                   |
| Жінки    | 73      | 10                 | 41               | 22                   |
| Разом    | 142     | 23                 | 85               | 34                   |